# رود سومان
رود سومان (به لاتین: Suman River) یک رود و جویبار در مغولستان است که در استان آرخانگای واقع شده‌است.